# Кенни, Пэдди
Па́трик Джо́зеф Ке́нни (англ. Patrick Joseph Kenny; 17 мая 1978, Галифакс, Англия), более известный как Пэ́дди Ке́нни (англ. Paddy Kenny) — ирландский футболист, игравший на позиции вратаря.

## Карьера

### «Шеффилд Юнайтед»
В «Шеффилд Юнайтед» Кэнни попал на правах аренды, чтобы закрыть позицию травмированного основного голкипера Саймана Трейси. Потом «Шеффилд Юнайтед» выкупил его трансфер. В 2003 году Кенни стал лучшим игроком команды по мнению болельщиков. В 2009 году был дисквалифицирован на 9 месяцев, из-за того, что его допинг-тест дал положительный результат. В его крови был обнаружен эфедрин. После отбытия срока наказания вышел 24 апреля 2010 года. В тот день «Шеффилд Юнайтед» принимал «Суонси». Встреча закончилась со счетом 2-0 в пользу хозяев. Пэдди же отстоял матч на ноль.

### «КПР»
В 2010 году перешёл в «КПР». «Шеффилд Юнайтед» не хотел расставаться с вратарем. Пэдди активировал пункт по которому он может покинуть клуб, если за его услуги предложат 750 тысяч фунтов. Три первых матча за «КПР» он отыграл насухо. По итогам сезона он стал лучшим игроком «КПР».

### «Лидс Юнайтед»
11 июля 2012 года Пэдди подписал трёхлетний контракт с «Лидс Юнайтед». Сумма сделки не разглашается, однако по неподтвержденной информации за голкипера «павлины» заплатили примерно 400 фунтов. Нил Уорнок и Пэдди Кенни воссоединились уже в четвёртый раз в карьере. Опытный вратарь верит, что поможет команде завоевать путёвку в Премьер-лигу.
Летом 2014 года был исключен из команды новым владельцем клуба Массимо Челлини из-за даты своего рождения — 17 мая. Челлини считает цифру 17 несчастливой, а потому решил, что голкипер приносит своей команде неприятности.

### Сборная
Хотя он родился в Англии, он имел право играть за Ирландию, так как его родители этнические ирландцы. В сборной дебютировал в товарищеском матче против Ямайки.

## Личная жизнь
1 мая 2008 года участвовал в пьяной драке с бывшим другом, который признался, что у него был роман с женой Кенни.

## Достижения
- Чемпионат Футбольной лиги Англии: 2005/06 (2-е место, выход в Премьер-лигу), 2010/11 (1-е место, выход в Премьер-лигу)